# Maka Fa'akinanga
El Maka Fa'akinanga ('Inclinat contra la roca' en tongalés) és una gran llosa vertical utilitzada com un tron, que es troba a Tonga, a la part oriental de l'illa de Tongatapu, a la localitat de Niutōua, a Heketā. Fou aixecada en el segle xiii pel rei Tu'i Tātui en honor als seus dos fills. El monument forma part del conjunt conegut com el Stonehenge del Pacífic.

## Descripció
Maka Fa'akinanga es una gran llosa de pedra calcària corallina. Fa uns 4 m d'alt per 2,5 m d'ample. Té una sèrie de clivells en el front que s'assemblen a un gran cap, les espatlles i l'esquena d'una persona.
A prop del monòlit hi ha un trilit anomenat Ha'amonga 'a Maui ('La càrrega de Maui' en tongalés).

## Història
Segons els relats tradicionals, el monument fou creat per Tu'i Tātui per a protegir-se dels atacs per darrere. Es diu que quan el rei estava assegut amb l'esquena recolzada al tron, era a resguard dels assassins que podien acostar-se sigil·losament per darrere; i amb el seu llarg bastó podia colpejar de genolls tots els enemics potencials des del front.